# Mycena roseipallens
Mycena roseipallens é uma espécie de cogumelo da família Mycenaceae. O fungo foi descrito pelo micologista William Murrill.